# Bruckacker (Durlangen)
Bruckacker ist ein Einzelhof in der Gemeinde Durlangen im Ostalbkreis in Baden-Württemberg.

## Beschreibung
Der Ort liegt etwa 2 Kilometer südöstlich von Durlangen nördlich über dem Tal der Lein, die in den Kocher fließt.

## Geschichte
Der Ort ist bereits auf der Württembergischen Urflurkarte von 1831 als Wohnplatz eingezeichnet. 
Auf älteren Karten heißt der Ort auch „Bruckäcker“.